# Carl Brown (football)
Pour les articles homonymes, voir Carl Brown et Brown.
Carl Brown est un footballeur puis entraîneur jamaïcain, né le 30 octobre 1950. Évoluant au poste de défenseur du début des années 1960 au début des années 1980, il fait toute sa carrière dans le club jamaïcain de Boys' Town FC. Avec l'équipe nationale dont il porte le brassard de capitaine, il compte plus de 60 sélections de 1970 à 1980.
En tant qu'entraîneur, il dirige Boys' Town FC puis à plusieurs reprises l'équipe de Jamaïque. Sous ses ordres, la sélection remporte la Coupe caribéenne des nations 1991 et termine troisième de la Gold Cup 1993.

## Biographie

### Joueur
Carl Brown naît le 30 octobre 1950. En 1969, il remporte avec Trench Town Comprehensive High School la Coupe Walker puis rejoint les rangs des Boys' Town FC avec qui il remporte de nombreux titres nationaux. Il intègre dès 1970 l'équipe de Jamaïque et compte plus de 60 sélections avec la sélection où il évolue jusqu'en 1980. Évoluant au poste de défenseur, Il dispute avec la sélection les éliminatoires de la Coupe du monde 1978.
Il devient en 1983 sélectionneur de l’équipe nationale et exerce cette fonction jusqu'en 1986 tout en dirigeant Boys Town. Il revient en poste en 1990 et remporte la Coupe caribéenne des nations 1991 et finaliste des éditions 1992 et 1993, il termine également troisième de la Gold Cup 1993. L'année suivante, il devient l'adjoint du Brésilien René Simões qui qualifie la sélection pour la première fois de son histoire à une phase finale de Coupe du monde. 
En 1998, il rejoint Bolton Wanderers FC comme adjoint de Sam Allardyce pendant une saison puis revient en Jamaïque où il redevient entraîneur adjoint de l'équipe nationale. En 2001, il est rappelé à la tête de la sélection et dirige l'équipe jusqu'en 2004 puis reprend un rôle d’adjoint auprès du Brésilien Sebastião Lazaroni. Après la démission de Wendell Downswell, Carl Brown assure de nouveau l'intérim avant la nomination d'un nouveau sélectionneur,. Il quitte ensuite la Jamaïque et prend les commandes de la direction technique nationale des Îles Caïmans tout en dirigeant la sélection nationale en 2008. Il occupe ce poste jusqu'en février 2012. Il retourne alors au Boys' Town FC.

## Palmarès
Carl Brown compte plus de 60 sélections avec la Jamaïque.
Comme sélectionneur de la Jamaïque, Carl Brown remporte la Coupe caribéenne des nations 1991. Il est finaliste des éditions 1992 et 1993, il termine également troisième de la Gold Cup 1993.